# 謝瓖
謝瓖（越南语：／，1857年—1942年），越南阮朝官員。

## 生平
謝瓖是廣義省思義府彰義縣義田總正路社（今屬廣義省思義縣義田社）人，嗣德十年（1857年）出生，舉人謝瑄之子。同慶三年（1888年），謝瓖參加承天場鄉試，考中舉人。成泰四年（1892年），會試中格，庭試考中進士。最初跟隨阮紳鎮壓文紳起義，後歷任辅政府行走、升平知府、平定督學。成泰十六年（1904年），改任禮部辦理。次年（1905年），升任刑部侍郎。維新二年（1908年），升刑部參知。維新五年（1911年），升署刑部尚書，出為平富總督。維新七年（1913年），改任南義總督。維新九年（1915年）九月，謝瓖升授協辦大學士致事。
保大十七年（1942年），謝瓖去世，壽八十六歲，阮廷追贈東閣大學士。